# Париж (Куявсько-Поморське воєводство)
Париж (пол. Paryż, нім. Paryz, 1939-45: Frankenstein) — село в Польщі, у гміні Жнін Жнінського повіту Куявсько-Поморського воєводства.
Населення — 134 особи (2011).
У 1975-1998 роках село належало до Бидгощського воєводства.

## Демографія
Демографічна структура станом на 31 березня 2011 року:
|          | Загалом | Допрацездатний вік | Працездатний вік | Постпрацездатний вік |
| -------- | ------- | ------------------ | ---------------- | -------------------- |
| Чоловіки | 68      | 23                 | 37               | 8                    |
| Жінки    | 66      | 15                 | 35               | 16                   |
| Разом    | 134     | 38                 | 72               | 24                   |